# Isegrim
Isegrim (mhd. Īsangrīm), der Wolf, ist ein Fabelwesen aus dem Epos Reineke Fuchs und verkörpert den feudalen Baron. Er symbolisiert Kraft, Rücksichtslosigkeit, Gier, Grimmigkeit, Bösartigkeit, aber auch Tölpelhaftigkeit, weshalb er vom verschlagenen Fuchs immer wieder hereingelegt wird.
Der Name kann aus īsan ‚Eisen‘ und grīmo ‚Maske‘ abgeleitet werden und bedeutet damit Eisenmaske/Graugesicht und stellt damit eine Kenning für den Wolf dar, und in der Folge einen Männernamen.

## Hintergrund
Ebenso wie Reineke Fuchs soll die Ursprungsgestalt der Isegrim-Figur aus dem Vorderen Orient stammen. Während er dort noch ambivalente Charakterzüge ähnlich dem Trickster gehabt haben soll, wurde der Wolf im Christentum (Altes Testament) ausschließlich als Sinnbild für das Böse angesehen, als Satan, der dem guten Hirten, dem Diener Gottes, gegenübergestellt war.
Im lateinischen Mittelalter war der Wolf als Ysengrimus Held eines Tierepos, das im 12. Jahrhundert wahrscheinlich in Flandern entstand und worin er auch zum ersten Mal seinen Namen erhielt, mit dem er in der europäischen Literatur fortan identifiziert wurde.